# Plantago krascheninnikovii
Plantago krascheninnikovii är en grobladsväxtart som beskrevs av C. Sergievsk.. Plantago krascheninnikovii ingår i släktet kämpar, och familjen grobladsväxter. Inga underarter finns listade i Catalogue of Life.